# Can Picó
Can Picó és un edifici protegit com a bé cultural d'interès local a la banda nord del nucli urbà de Pelacalç, a l'extrem de llevant del terme municipal de Ventalló (Alt Empordà). És un casal bastit vers els segles XVI-XVII, amb diverses reformes d'època posterior. Destaca la finestra d'estil gòtic-tardà, situada damunt del portal d'accés. Can Picó fou comprada aproximadament l'any 1970 pels actuals propietaris. Es troba en molt bon estat, i té un interior molt interessant.
És un edifici aïllat de planta rectangular, format per diversos cossos adossats. La casa, amb la coberta de dues vessants de teula i distribuïda en planta baixa i pis, presenta diverses obertures remarcables. La part més destacable és la façana principal, orientada a llevant, amb un portal rectangular d'accés amb els brancals bastits amb carreus de pedra i la llinda plana, gravada amb un emblema central esborrat i una inscripció pràcticament il·legible, datada a la segona meitat del segle xvii (166?). Al damunt hi ha una finestra rectangular amb els brancals bastits de carreus i la llinda d'arc conopial amb arquets. A les impostes hi ha esculpides petites cares humanes. La façana sud presenta una altra finestra rectangular emmarcada amb pedra, i la llinda motllurada amb una roseta central. L'última obertura destacable està situada a l'extrem de ponent de la façana nord. Es tracta d'una finestra rectangular amb carreus desbastats als brancals i la llinda sostinguda amb impostes motllurades. Els paraments estan arrebossats i les façanes de llevant i tramuntana estan també pintades. A les cantonades hi ha carreus ben desbastats.